# Aneflus nivarius
Aneflus nivarius är en skalbaggsart som beskrevs av Chemsak och Linsley 1963. Aneflus nivarius ingår i släktet Aneflus och familjen långhorningar. Inga underarter finns listade i Catalogue of Life.